# Perukbuske
Perukbuske (Cotinus coggygria) är en sumakväxtart som beskrevs av Carl von Linné 1753 som Rhus cotinus. 1772 bröt Giovanni Antonio Scopoli ut arten ur släktet Rhus och förde den till det av Philip Miller 1754 beskrivna släktet Cotinus som C. coggygria (växter får inta ha samma artnamn som släktnamn). Perukbuske ingår i släktet perukbuskar, och familjen sumakväxter.

## Egenskaper
Perukbusken blir 2-3 m hög och har oansenliga blommor i stora samlingar. De flesta är sterila och faller snart av, varefter de håriga blomskaften växer ut till en yvig plym. Veden, fisetträ, ger en hållbar, gul färg (från flavonolen fisetin). 

## Förekomst
Perukbusken växer vild från Sydeuropa till Centralasien. Arten förekommer tillfälligt som prydnadsväxt i Sverige, men reproducerar sig inte.

## Underarter
Arten delas in i följande underarter:
- C. c. chengkouensis
- C. c. cinerea
- C. c. glaucophylla
- C. c. pubescens